# Wülfershausen (Osthausen-Wülfershausen)
Wülfershausen ist ein Ortsteil der Gemeinde Osthausen-Wülfershausen im Ilm-Kreis in Thüringen.

## Geografie
Das Dorf liegt ca. 13 km östlich von Arnstadt und 20 Kilometer südlich von Erfurt. Zirka 8 Kilometer nördlich des Dorfes verläuft die A 4 und zirka 6 Kilometer westlich die A 71, die über den Anschluss Arnstadt-Süd zu erreichen ist. Wülfershausen ist heute ein typisches Haufendorf. Das Dorf Osthausen liegt etwa 1 km östlich. In der Ortslage entspringt der Elleber Bach, der sich nach Westen in Richtung Alkersleben schlängelt, wo er nach 3.800 m in die Wipfra mündet. Einen Teil des Gemeindegebietes im Südwesten, etwa 1,8 ha nimmt der
Flugplatz Arnstadt-Alkersleben in Anspruch.

## Geschichte
Wülfershausen wurde erstmals im Jahr 1268 urkundlich erwähnt. Im Ort existierten fünf Rittergüter: Schieferhof, Sandighof, Oberritterhof, Poseckscher Hof und der Niederritterhof. Die Gebäude sind zum Teil abgerissen oder verfallen. Bis 1918 gehörte der Ort zur Oberherrschaft des Fürstentums Schwarzburg-Sondershausen. 
Am 16. Mai 1968 erfolgte die Zusammenlegung mit der Gemeinde Osthausen zur Gemeinde Osthausen-Wülfershausen.

## Sehenswürdigkeiten
- Dorfkirche St. Vitus, erbaut wahrscheinlich im 9. Jahrhundert; sie gehört damit zu den ältesten Kirchenbauten in Thüringen.

## Persönlichkeiten
- Albert Grey (1853–1944), deutscher Gutsbesitzer und Politiker, Bürgermeister von Wülfershausen